# Giovanni Gentile
Giovanni Gentile, född 30 maj 1875 i Castelvetrano, död 15 april 1944 i Florens, var en italiensk filosof och fascistisk politiker. Gentile var anhängare till Benedetto Croce och Friedrich Hegel och sade själv att han var fascismens filosof; han spökskrev Fascismens doktrin (1932) åt Benito Mussolini, men han benämnde också sitt filosofiska system för aktualistisk idealism. Från 1922 till 1924 var Gentile utbildningsminister i Mussolinis fascistiska regering.

## Biografi
Giovanni Gentile tog under studieåren grundläggande intryck av hegelianen Donato Jaja och blev 1907 professor i filosofins historia i Palermo. År 1914 efterträdde Gentile Jaja som professor i Pisa; år 1918 utnämndes han till professor i Rom. Åren 1922–1924 var han undervisningsminister i Benito Mussolinis fascistiska regering, under vilken tid han genomförde en genomgripande skolreform. År 1920 hade han grundat tidskriften Giornale critico della filosofia italiana. Gentile var från 1925 ledare för Enciclopedia Italiana och från 1922 rikssenator. År 1925 grundade han också det av Mussolini upprättade Istituto nazionale fascista di cultura och var från 1927 chefredaktör för institutets tidskrift Educazione fascista. Som föreläsare besökte Gentile 1931 Sverige.
Sedan han i tilltagande grad rört sig mot fascismen, bröt hans forna vän Benedetto Croce med honom. Gentile mördades 1944 av antifascistiska partisaner som tillhörde den kommunistiska motståndsgruppen Gruppi d'Azione Patriottica (GAP).

## Filosofi
Gentiles filosofi utgår från Hegels andebegrepp; ande anser Hegel vara själen, medvetandet och viljan, tolkat både på ett individuellt plan och på ett samhälleligt. Genom Hegels teori om anden skapades sålunda den fascistiska teorin om den totalitära staten. Gentile hävdade att anden var causa sui, självgenererande och utan annan orsak än sig själv. Yttermera menade han att anden skapade sig själv, och saknade skapare. Detta förstod Gentile som att anden var fri, eftersom den därmed inte hade något överställt sig. Friheten använder anden, menade Gentile, till sitt eget självförverkligande, och filosofins väsen är inget annat än dess historia, i vilken den rör sig i denna riktning mot förverkligande. Därmed blev Gentile elitistisk i sin människosyn.

## Verk

### Allmänna verk och om filosofi
- 1912 – L'atto del pensare come atto puro
- 1913 – La riforma della dialettica hegeliana
- 1914 – La filosofia della guerra
- 1916 – La teoria generale dello spirito come atto puro
- 1916 – I fondamenti della filosofia del diritto
- 1917 – Sistema di logica come teoria del conoscere
- 1919 – Guerra e fede
- 1920 – Dopo la vittoria
- 1920 – Discorsi di religione
- 1921 – Il modernismo e i rapporti tra religione e filosofia
- 1926 – Frammenti di storia della filosofia
- 1931 – La filosofia dell'arte
- 1933 – Introduzione alla filosofia
- 1946 – Genesi e struttura della società (postumt)

### Historiografi
- 1895 – Delle commedie di Antonfrancesco Grazzini detto il Lasca
- 1898 – Rosmini e Gioberti
- 1899 – La filosofia di Marx
- 1903 – Dal Genovesi al Galluppi
- 1911 – Bernardino Telesio
- 1914 – Studi vichiani
- 1917 – Le origini della filosofia contemporanea in Italia
- 1918 – Il tramonto della cultura siciliana
- 1920 – Giordano Bruno e il pensiero del Rinascimento
- 1921 – Frammenti di estetica e letteratura
- 1922 – La cultura piemontese
- 1922 – Gino Capponi e la cultura toscana del secolo XIX
- 1923 – Studi sul Rinascimento
- 1923 – I profeti del Risorgimento italiano: Mazzini e Gioberti
- 1924 – Bertrando Spaventa
- 1928 – Manzoni e Leopardi
- 1934 – Economia ed etica

### Pedagogik
- 1900 – L'insegnamento della filosofia nei licei
- 1908 – Scuola e filosofia
- 1912 – Sommario di pedagogia come scienza filosofica
- 1913 – I problemi della scolastica e il pensiero italiano
- 1919 – Il problema scolastico del dopoguerra
- 1920 – La riforma dell'educazione
- 1921 – Educazione e scuola laica
- 1925 – La nuova scuola media
- 1932 – La riforma della scuola in Italia

### Om fascismen
- 1925 – Manifesto degli intellettuali del fascismo
- 1925 – Che cos'è il fascismo
- 1928 – Fascismo e cultura
- 1929 – Origini e dottrina del fascismo
- 1943 – La mia religione
- 1943 – Discorso agli Italiani